# 大布德基 (羅姆內區)
50°48′36″N 33°35′52″E / 50.81000°N 33.59778°E
大布德基（烏克蘭語：Великі Будки）是位於烏克蘭東北部的村莊，由蘇梅州羅姆內區的赫梅利夫市鎮負責管轄。該村處於蘇拉河右岸，分別距離扎盧齊克0.5公里和沃希利哈1.5公里，海拔高度118米，2001年人口162。